# Nissan URGE
Der Nissan URGE (dt.: Drang) ist ein Konzeptfahrzeug des japanischen Herstellers Nissan, das auf der North American International Auto Show 2006 vorgestellt wurde. Das federführende Nissan-Designerteam aus Kalifornien orientierte sich bei der Entwicklung des Wagens stark am Styling und der Technik von Motorrädern. So erinnern einige Karosserieelemente an leistungsstarke Supersportler und auch der Motor, ein hochdrehendes Aggregat mit kleinem Hubraum, ist von der Auslegung her typisch für diese Zweiräder. Zur Kraftübertragung auf die Hinterräder dient ein sequentielles Sechsgang-Getriebe. Die aus Aluminium und kohlenstofffaserverstärktem Kunststoff gefertigte Karosserie hat ein Targadach, das mit Stoffbahnen geschlossen werden kann.
Der URGE wurde aber auch von einer Internet-Studie beeinflusst, die vor dem Beginn der Arbeiten durchgeführt wurde. Im Zuge dieser wurden jugendliche US-Amerikaner zu ihrer Vorstellung eines perfekten Autos befragt und die meistgeäußerten Ideen flossen in die Entwicklung ein. Beispielsweise wurde eine Xbox-360-Spielkonsole in das Fahrzeug integriert, auf der man bei abgestelltem Motor eine angepasste Variante des Rennspiels Project Gotham Racing 3 spielen kann. Dabei dienen das Lenkrad sowie die Pedalerie des Konzeptfahrzeuges als Bedienelemente. Laut Nissan hätte der URGE als günstige Alternative zum 350Z angeboten werden können, jedoch war ein serienreifes Modell nie geplant.

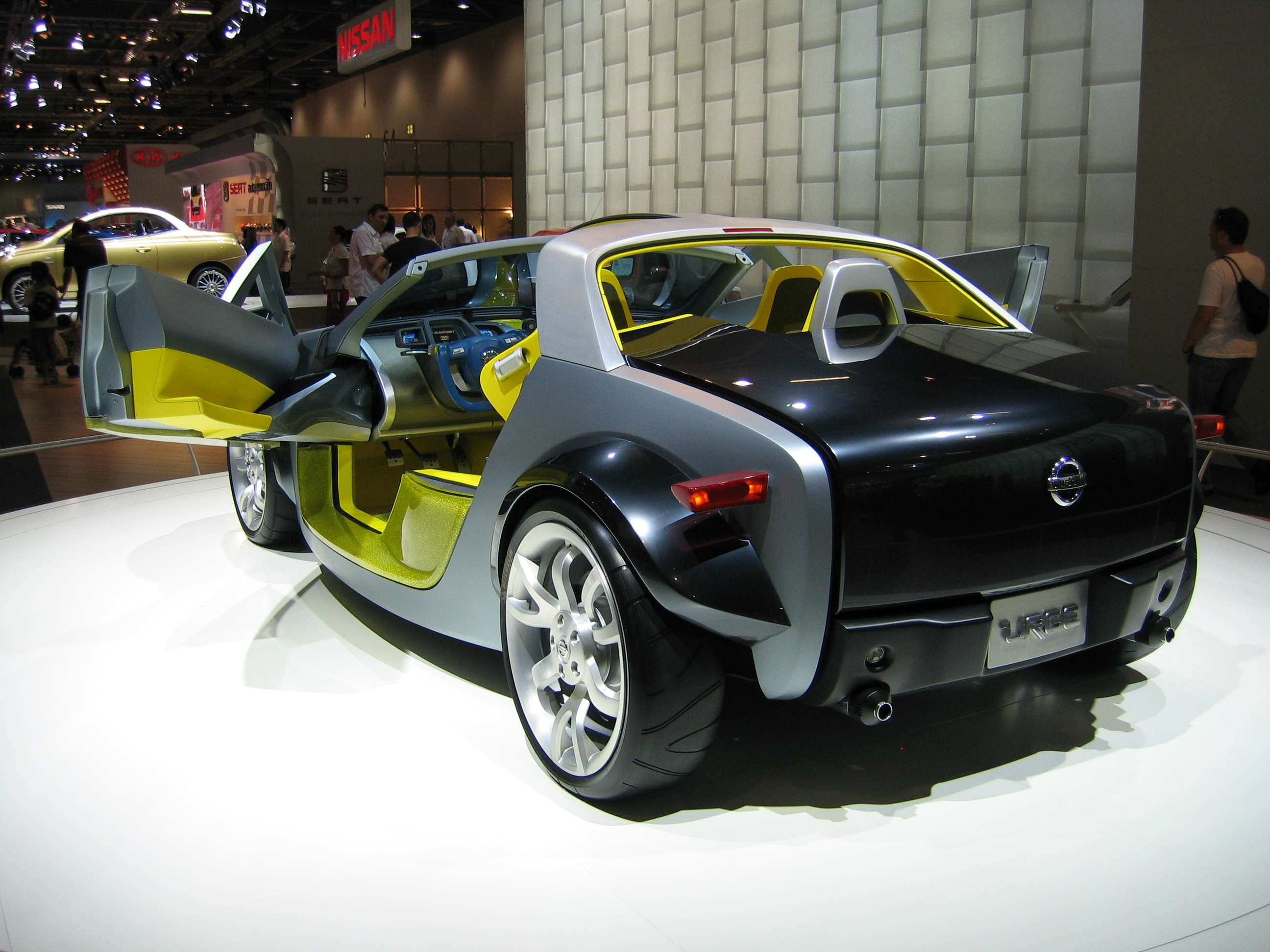
Heckansicht des URGE Concept